# Parotocinclus pukuixe
Parotocinclus pukuixe — вид сомоподібних риб родини лорікарієвих (Loricariidae). Описаний у 2022 році.

## Назва
Видова назва pukuixe походить з мови патахо. Народ патахо історично займає південні та крайні південні прибережні райони штату Баїя. Слово «pukuixê» означає «перший» і використовується у назві як натяк на те, що вид є першим із роду, типовим місцем розташування якого є річка Пардо.

## Поширення
Ендемік Бразилії. Поширений в басейні річки Парду у штаті Баїя на сході країни.

## Опис
Дрібна риба, завдовжки до 3,6 см.